# Effondrement de la Silicon Valley Bank

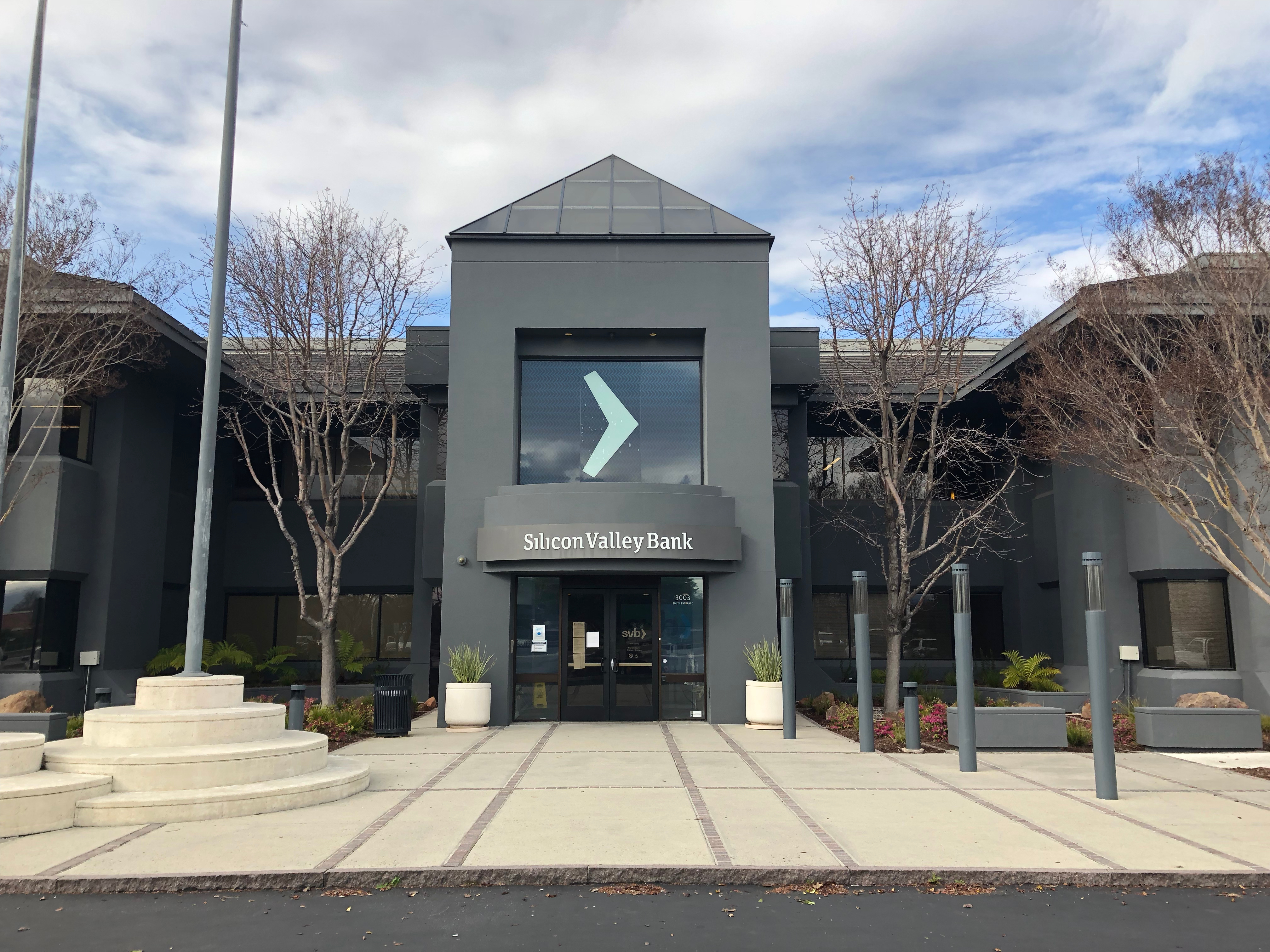
Bureaux de la Silicon Valley Bank au 3003 West Tasman Drive, Santa Clara, Californie.

Le 10 mars 2023 a lieu l'effondrement de la Silicon Valley Bank,. Les autorités américaines prennent possession de la banque et en confient la gestion à l’agence américaine chargée de garantir les dépôts (Federal Deposit Insurance Corp., FDIC), à la suite de retraits massifs des clients de la SVB le 9 mars 2023.

## Enquête
Le Département américain de la justice ouvre une enquête après la déroute de la Silicon Valley Bank.